# Station Skopanie
Station Skopanie is een spoorwegstation in de Poolse plaats Skopanie.